# 卧蚕岛
卧蚕岛是钓鱼岛及其附属岛屿中的一个小岛，位于黄尾屿西南，坐标为25°55.3′N 123°40.6′E。2012年3月3日，中华人民共和国国家海洋局、民政部公布其标准名称。
卧蚕岛是紧邻黄尾屿的一个卫星小岛。在各个卫星岛中，卧蚕岛位于大金龟子岛和刺猬岛之间。

## 外部連結
- 中華民國內政部釣魚臺列嶼簡介（繁體中文）
- ウオッちず 地図閲覧サービス（試験公開）（页面存档备份，存于）（日本国土地理院の地形図）（日語）